# Dietro le sbarre (Assemblea Musicale Teatrale)
Dietro le sbarre è il primo disco dell'Assemblea Musicale Teatrale, pubblicato nel 1976.
Sebbene sia il primo album, tutte le tematiche (il sociale, il politico) tipiche dell'Assemblea sono già presenti. Musicalmente, l'album è tra i più uniformi che produrranno: lo stile si mantiene costante tra i brani, poche le sperimentazioni.
Francesco Guccini nel 1977 dopo aver ascoltato questo album contatterà l'Assemblea, proponendogli una collaborazione che si protrarrà per alcuni anni.
Nel 2002 il disco è stato ristampato e reso disponibile in CD, etichetta Devega.

## Tracce
1. Allora potrai cominciare – 3:26
2. Il quadro antico – 4:45
3. La pazzia – 4:46
4. Alle donne brutte – 3:49
5. La violenza – 3:58
6. Ninna nanna del piccolo borghese – 5:40
7. L'impotente – 3:22
8. E tu che ne fai di tuo fratello – 3:21
9. Donna – 4:47
10. La nostra storia – 3:17

## Formazione
- Giampiero Alloisio - voce, chitarra
- Alberto Canepa - voce, percussioni
- Lilli Iadeluca - voce
- Gianni Martini - chitarra, violino
- Bruno Biggi - basso, chitarra, flauto dolce
- Ezio Cingano - tastiere
- Gino Ulivi - batteria, percussioni